# March Air Reserve Base

i7
i11
i13
Die March Air Reserve Base (kurz: March ARB, IATA-Code: RIV, ICAO-Code: KRIV) ist ein Militärflugplatz des Air Force Reserve Command im Riverside County, Kalifornien, Vereinigte Staaten. Sie beherbergt das Hauptquartier der Fourth Air Force.

## Geografie
Die March Air Reserve Base liegt im Nordwesten des Riverside Countys in Kalifornien, südwestlich von Moreno Valley und nördlich von Perris. Der Flugplatz ist an die Interstate 215 angebunden.
Das United States Census Bureau listet den Ort als Census-designated place. Demnach lag die Einwohnerzahl im Jahr 2010 bei 1159, nachdem sie zehn Jahre zuvor noch 370 betrogen hatte. Die Postleitzahl lautet 92518, die Telefonvorwahl 951.

## Geschichte
Im Februar 1918 als Alessandro Flying Training Field gegründet, ist die March Air Reserve Base einer der ältesten Flugplätze des US-amerikanischen Militärs. Schon einen Monat nach der Eröffnung erhielt sie zu Ehren des bei einem Flugunglück verstorbenen Soldaten Peyton C. March, Jr. den Namen March Field. Der Flugplatz diente dem amerikanischen Militär sowohl bei Einsätzen im Ersten als auch im Zweiten Weltkrieg. Während des Kalten Krieges war die March Air Force Base fast 50 Jahre lang Teil des Strategic Air Command. Seit dem 1. April 1996 trägt die Basis ihren heutigen Namen.

## Zwischenfälle
- Am 27. Juni 1954 wurde eine Boeing KC-97G Stratofreighter der United States Air Force (USAF) (Luftfahrzeugkennzeichen 52-2654) 8 Kilometer nördlich der March Air Force Base gegen den Box Springs Mountain (Kalifornien) geflogen und stürzte auf einen mit Felsbrocken übersäten Bergrücken. Durch diesen CFIT (Controlled flight into terrain) wurden alle 14 Insassen getötet, sieben Besatzungsmitglieder und 7 Passagiere.[1]

- Am 6. Juni 1971 wurde eine Douglas C-124C Globemaster II der United States Air Force (USAF) (51-167) auf der March Air Force Base irreparabel beschädigt. Nähere Einzelheiten sind derzeit nicht verfügbar. Über Personenschäden liegen keine Informationen vor.[2]

- Am 17. Juli 1985 platzten an einer Convair CV-990 der US-amerikanischen NASA (N712NA) beim Start von der March Air Force Base bei hoher Geschwindigkeit die zwei vorderen Reifen des rechten Hauptfahrwerks. Beim Startabbruch wurde auch der rechte Tragflächentank beschädigt, so dass es zu einem intensiven Brand kam. Alle 19 Insassen, vier Besatzungsmitglieder und 15 Passagiere, überlebten den Unfall. Das Flugzeug wurde zerstört. Es war der letzte Totalverlust einer CV-990.[3]

## March Field Airfest
Das March Field Airfest, auch bekannt als Thunder Over the Empire, ist eine alle zwei Jahre stattfindende Flugschau. Sie gehört zu den größten Events im Riverside County und der Region Inland Empire. Unter anderem wurden bereits die United States Air Force Thunderbirds und eine Lockheed Martin F-22 gezeigt. Die Besucherzahl wurde im Jahr 2010 auf 150.000 geschätzt.